# Klelia

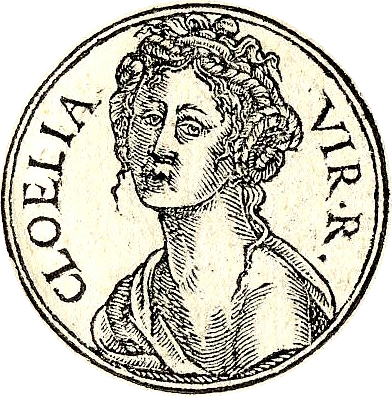
XVI-wieczny wizerunek Klelii

Klelia (łac. Cloelia) – legendarna postać związana z początkami Rzymu.
Podczas oblężenia Rzymu przez Etrusków pod wodzą Porsenny w 507 p.n.e. Klelia znajdowała się jako jedna z zakładniczek w obozie wroga. Wraz z towarzyszkami zbiegła z niewoli, przepływając wpław Tyber. Rodacy odesłali ją jednak z powrotem do obozu Porsenny, a ten, pełen podziwu dla jej odwagi, zwrócił jej wolność. Klelii pozwolono wybrać część zakładników, którzy zostaną wraz z nią uwolnieni. Według różnych wariantów legendy uwolniono resztę zakładniczek bądź młodych chłopców (tutaj aluzja do homoseksualnych praktyk u Etrusków).
W Rzymie przy Summa Sacra via znajdował się pomnik przedstawiający bliżej nieznaną kobiecą postać na koniu. Według legendy był to pomnik, którym senat uhonorował Klelię. Również opera Mucjusz Scaevola, gdzie Klelia jest jedną z postaci, nawiązuje do tych legendarnych wydarzeń.